# ワールド・トゥデイ (TBSラジオ)
ワールド・トゥデイはTBSラジオで1988年10月-1990年3月に平日6時から6時30分の時間帯で放送されていた情報番組。

## 概要
- TBSラジオがアメリカ合衆国・ニューヨークに支局を設け、そこからアメリカや世界の最新ニュース・情報を提供するというもの。
- 放送時間帯である日本時間午前6時はアメリカでは時差の関係でその日1日の終りとなっていた。その時間帯にアメリカの視点から世界の1日を見つめてみようという試みであり、ニューヨークのスタジオには現地在住の日本人ジャーナリストが担当。東京都赤坂の本社スタジオからは進行役として月・火・水曜が最初の半年が有村かおり、1989年度は藤田恒美、木・金曜は全期間吉川美代子が当たった。
- 裏に、文化放送がやはり世界各国の放送局や新聞・通信社のネットワークをつないで国際情報を提供した「ワールドホットライン」という番組があり（こちらはNRN基幹局を中心とした全国ネット）、その成功に対抗したものでもあった。
- なおこの期間、「榎さんのおはようさん～!」はJRN各局より先行して5:05-6:00（5:00の放送開始から最初の5分間はTBSラジオニュースで別番組）に繰り上げ、5:30から放送しているJRN各局については6:00以後はTBSから裏送りして放送した。このため当番組のスポンサーは他のJRN系列と同じ三菱自動車工業1社協賛だったが、現・三菱ふそうトラック・バスが扱う業務車種のCMだったのか、市販用乗用車のCMだったのかは不明。
- 単独番組としては1990年3月で終了したが、翌4月からは新番組『森本毅郎・スタンバイ!』の1コーナーとなり（7:38頃 - 7:45頃）、1999年9月まで放送された。

## 出演者

### キャスター
- 有村かおり（月曜 - 水曜、1988年10月 - 1989年3月）
- 藤田恒美（月曜 - 水曜、1989年4月 - 1990年3月）
- 吉川美代子（木曜・金曜、全期間）

### ニューヨークリポーター
- ルーシー・シーハム（全期間）
- 土井尚子（1988年10月 - 1989年3月）
- リン・リン・ホー（1988年10月 - 1989年3月）
- 望月憲子（1989年4月 - 1990年3月）
- 高階玲子（1989年4月 - 1990年3月）

### コメンテーター
- 浅井信雄
- 大蔵雄之介
- 市岡揚一郎
- 鈴田敦之